# Gare de King City
La gare de King City est une gare de trains de banlieue à King City en Ontario. La gare est située à l'angle de Station Road et de Keele Street. Elle est desservie par les trains de banlieue de la ligne Barrie de GO Transit.

## Situation ferroviaire
La gare est située à la borne 22,7 milles (36,5 km) de la subdivision Newmarket de Metrolinx, entre les gares de Maple et d'Aurora. Au nord de King City, la subdivision Newmarket s'incurve vers le nord-est, traversant Yonge Street avant d'entrer la ville d'Aurora.

## Histoire

### Ancienne gare
La gare de King a été construite en 1853 par l'Ontario, Simcoe & Huron Railway (OS&H) alors que sa construction progressait vers le nord, de Toronto à Collingwood. Elle suivait un modèle standard qui a été construit à plusieurs endroits au cours de ses premières années d'exploitation, dont un plus au sud à Concord, un quartier de Vaughan. Le premier train est arrivé à King le 16 mai de la même année. À l'origine, il ne desservait que la ville d'Aurora, mais en décembre 1854, le service était prolongé vers Collingwood. King City a commencé à se développer autour de la gare, l'arrivée du chemin de fer ayant apporté la prospérité. L'OS&H s'est réorganisé pour devenir le Northern Railway of Canada en 1859.
Dans les décennies qui ont suivi sa construction, la gare a changé de mains à plusieurs reprises, tout d'abord lors de la fusion entre la Northern Railway et la Hamilton & North-Western Railway en 1879. Les deux compagnies ont formé le Northern & North Western Railway (N&NW) et, en 1881, cinq trains au total s'arrêtaient quotidiennement à la gare de King. Sept ans plus tard, en 1888, le N&NW est lui-même racheté par le Grand Tronc, beaucoup plus important, qui apporte de légères modifications à la gare vers 1900. Les rénovations comprenaient une nouvelle fenêtre en saillie pour améliorer la visibilité depuis le bureau de l'agent de gare à l'intérieur, et peut-être d'autres changements à l'intérieur. La desserte de la gare de King est passée à huit trains par jour en 1920. Le Grand Tronc a connu des difficultés financières jusqu'au XXe siècle, ce qui a mené à sa nationalisation et à sa fusion subséquente avec le Canadien National en 1923.
La popularisation de l'automobile entre le début et le milieu du XXe siècle a entraîné une baisse du nombre de passagers. Ce déclin a été accentué par l'achèvement de l'autoroute 400, qui était à peu près parallèle à la voie ferrée et desservait la plupart des mêmes communautés. La gare a été fermée aux passagers en 1964, après quoi elle est restée abandonnée pendant plusieurs années. Elle a été transférée au Centre de conservation de Kortright en 1968, mais elle a été négligée et a commencé à se détériorer rapidement dans les années qui ont suivi. Elle a été transférée au Musée du canton de King en 1989, par lequel elle a été restaurée et est toujours exposée au public. Il s'agit d'une des plus anciennes gares ferroviaires encore en activité au Canada.

### GO Transit
La gare de GO Transit a été construite au même endroit que son prédécesseur en 1982, ramenant un service direct de transport ferroviaire de passagers dans la communauté après 18 ans d'absence. La gare est restée pratiquement inchangée pendant les deux premières décennies jusqu'en 2002, année où, grâce à un financement d'infrastructure du gouvernement ontarien, GO Transit a fait passer la capacité du stationnement incitatif de 111 à 255 places. La construction d'un bâtiment couvert pour la gare a été achevée au cours de l'été 2005, et un deuxième parc de stationnement du côté ouest de la voie a été ouvert en février 2006.
La gare de King City fait l'objet d'un projet de réaménagement afin de bonifier le service de la ligne Barrie. GO Transit vise à mettre en place un service plus fréquent, à double sens, toute la journée, jusqu'à toutes les 15 minutes, sept jours sur sept.
En février 2021, Metrolinx avait exproprié la propriété adjacente à l'angle de Station Road et de Keele Street dans le cadre du programme d'expansion du réseau ferroviaire express régional. L'agence provinciale de transport a offert un dollar pour le terrain, déclarant que le coût de l'assainissement de la propriété contaminée par l'atelier de réparation automobile qui la louait dépasserait la valeur imposable de la propriété, soit 2,1 millions de dollars.
En 2022, les travaux de construction ont commencé pour ajouter une deuxième voie et un quai pour augmenter le service bidirectionnel toute la journée, construire une nouvelle passerelle piétonne et augmenter la capacité de stationnement.

## Service aux voyageurs

### Accueil
La gare de King City est une gare sans personnel. Les passagers peuvent acheter leur billet ou recharger leurs cartes Presto auprès d'un distributeur automatique. La gare est équipée d'une salle d'attente, des toilettes, d'un abri de quai chauffé, de Wi-Fi, d'un téléphone payant, d'un débarcadère et d'un stationnement incitatif. Le stationnement incitatif se dispose des places réservées et d'une zone de covoiturage.

### Dessert
À partir du 8 avril 2023, sept trains en provenance d'Allandale Waterfront et à destination de la gare de Toronto Union s'arrêtent à cette gare pendant la période de pointe du matin, ainsi qu'un train en provenance de Bradford. Aux heures de pointe de l'après-midi, sept trains à destination d'Allandale Waterfront et un train à destination de Bradford s'arrêtent à cette gare. Le week-end, six trains à destination d'Union et six à destination d'Allandale Waterfront s'arrêtent à cette gare.
En dehors des heures de pointe, un service de bus est proposé entre la gare Union et la gare d'Aurora ou la gare d'East Gwillimbury. Les bus de correspondance continuent jusqu'à la gare d'Allandale Waterfront. Comme GO Transit déplace son service de bus de la gare routière du centre-ville vers Allandale Waterfront, les passagers se dirigeant vers le centre-ville de Barrie doivent faire une correspondance avec les bus locaux de Barrie Transit.

### Intermodalité

#### GO Transit
- 63 King City - Toronto (Une fois par jour, en semaine tôt le matin)
  - Direction sud vers la gare Union de Toronto
- 65 Newmarket - Toronto (7 jours sur 7, tôt le matin ou tard le soir)
  - Direction sud vers la gare Union de Toronto
  - Direction nord vers la gare d'East Gwilimbury

#### York Region Transit
- 96 Keele-Yonge (tous les jours)
  - Direction nord vers le terminus Newmarket
  - Direction sud vers la station Pioneer Village

La correspondance est gratuite entre GO Transit et York Region Transit. Les passagers doivent présenter une carte Presto, un billet unitaire de GO Transit ou un laissez-passer journalier valide. La carte Presto calcule automatiquement le rabais et l'applique au compte Presto. La correspondance est valide pendant deux heures à partir d'un autobus de YRT, et pendant trois heures à partir d'un train ou d'un autobus de GO Transit.
Ainsi, le service Mobility On-Request King City GO permet de voyager entre la gare de King City et une adresse fixe dans la zone de service, à l'aide d'un véhicule marqué YRT. Les passagers peuvent être pris en charge à leur domicile (dans la zone de service) et déposés à la gare le matin, puis ramenés à leur domicile le soir.
Le service à la demande est disponible en semaine de 5h30 à 9h30 et de 16h à 20h. Les tarifs habituels de la YRT s'appliquent à ce trajet. Tous les moyens de paiement de la YRT sont acceptés, y compris la carte Presto, les applications YRT Pay et Transit, les cartes de crédit et de débit, et la monnaie exacte.

#### Ontario Northland
Les autocars interurbains d'Ontario Northland entre Toronto, Barrie et North Bay desservent la gare de King City. À partir du 21 août 2022, les bus en direction de North Bay s'arrêtent à la gare à 10h10 et 13h40 tous les jours. Le bus qui part de North Bay à 06h15 s'arrête sur demande. Les passagers d'Ontario Northland doivent acheter leurs billets en ligne.